# Franco Interlenghi
Franco Interlenghi (Roma, 29 de outubro de 1931 — 10 de setembro de 2015) foi um ator italiano.
Interlenghi fez sua estreia como ator aos 15 anos no filme neorrealismo italiano Sciuscià (1946), de Vittorio De Sica.
Já trabalhou com grande diretores como Federico Fellini em I Vitelloni, Michelangelo Antonioni em I Vinti e Luchino Visconti em sua adaptação para o palco, do filme Death of a Salesman. Casado com Antonella Lualdi, ele tem duas filhas, Antonellina, que também é atriz e Stella, que teve participação no filme Top crack.